# Мисс мусульманского мира 2013
Мисс мусульманского мира 2013 (англ. The Miss Muslimah World 2013) — 3-й конкурс красоты Мисс мусульманского мира, прошел 19 сентября 2013 года в столице Индонезии — Джакарте. Победительницей конкурса стала 21-летняя Обабийи Аиша Аджибола из Нигерии.

## История
Международный конкурс красоты «Мисс мусульманского мира» является альтернативой всемирному конкурсу «Мисс Мира». Организатором конкурса выступает Международная мусульманская женская организация.
В 2013 году конкурс прошел в качестве протеста против традиционного конкурса «Мисс Мира 2013», который также проходил в Индонезии, на острове Бали.

## Условия конкурса
Право участия на конкурсе имеют представительницы стран, где основной религией является ислам. По подиуму участницы дефилируют в длинных, скрывающих фигуру одеждах, а также в головных уборах, закрывающих волосы и шею. Жюри оценивает благочестие и набожность конкурсанток, их знание религиозных текстов и понимание учения, изложенного в священной книге мусульман — Коране.

## Отбор
В 2013 году отбор участниц для участия в конкурсе проходил в режиме онлайн, в результате которого было отобрано 500 девушек. Далее уже судьи выбрали 20 участниц из 6 стран (Бангладеш, Бруней, Иран, Малайзия, Индонезия и Нигерия), которые получили право участия в финале.

## Призы
Победительница конкурса — Мисс Нигерия Обабийи Аиша Аджибола — удостоилась главного приза — поездки в Мекку (Саудовская Аравия), денежного приза в размере 25 миллионов индонезийских рупий (2,189.25 долларов США), а также поездки в Индию.